# Шошма
Шошма (тат. Шушма) — река в Татарстане и Кировской области, правый приток Вятки (бассейн Волги).

## География

Бассейн Вятки

Длина реки 105 км, площадь водосборного бассейна — 1880 км². Исток расположен в 7 км северо-западнее села Новый Ашит Арского района Татарстана, устье восточнее села Горы Малмыжского района Кировской области. Высота истока — 163,2 м над уровнем моря.
Протекает по сравнительно возвышенной равнине с типично равнинно-эрозионным характером рельефа. Долина реки прорезана многочисленными глубокими и узкими оврагами, на дне которых встречаются многочисленные ключи. Ширина реки в среднем течении 20-30 метров, перед городом Малмыж — 40 метров, близ устья — 60 метров.
На реке расположены город Малмыж и райцентр Балтаси.

## Притоки
В реку впадает 44 притока. Основные притоки (место впадения от устья):
- 2,5 км: река Ирюк (лв)
- 20 км: река Кугуборка (лв)
- 26 км: река Арборка (лв)
- 43 км: река Кушкет (Ташлык) (лв)
- 60 км: река Норма (в водном реестре — река без названия, пр)
- 77 км: река Шубан (в водном реестре — река без названия, лв)
- 78 км: река Хотня (в водном реестре — река без названия, пр)
- 87 км: река Сарда (лв)
- 91 км: река Нуса (в водном реестре — река без названия, лв)

## Гидрология
Река маловодная. Питание реки смешанное, преимущественно снеговое (60 — 90 %). Распределение стока внутри года неравномерное. Годовой слой стока в бассейне 129, 77-108 мм из которых приходится на весеннее половодье. Межень устойчивая 1,4 м³/с в устье. Модули подземного питания 0,5-3,0 л/с км².
Вода в реке гидрокарбонатно-сульфатно-кальциевая, жёсткость колеблется от 1,5-3,0 мг-экв/л весной, до 9,0-12,0 мг-экв/л в межень. Минерализация от 100—300 мг/л весной, до 700—1000 мг/л в межень.

## Хозяйственное использование
Постановлением Совета Министров Татарской АССР от 10 января 1978 г. № 25 и постановлением Кабинета Министров Республики Татарстан от 29 декабря 2005 г. № 644 признана памятником природы регионального значения.

## Данные водного реестра
По данным государственного водного реестра России относится к Камскому бассейновому округу, водохозяйственный участок реки — Вятка от водомерного поста посёлка городского типа Аркуль до города Вятские Поляны, речной подбассейн реки — Вятка. Речной бассейн реки — Кама.
Код объекта в государственном водном реестре — 10010300512111100040098.